# The Best of Scorpions
Best of Scorpions — збірка хітів німецького хеві метал гурту Scorpions, випущена 17 листопада 1979 року. Запис містить пісні з їхніх альбомів, які були випущені в період з 1974 по 1977 рік. З їх дебютного альбому Lonesome Crow не було вибрано жодної пісні.
Оригінальне німецьке видання обкладинки містило зображення скорпіона, що жалить стегно оголеної дівчини. На японському виданні є альтернативна обкладинка, на якій зображені сідниці оголеної жінки. На обкладинці перевидання в США 1984 року було зображено чоловіка в шкіряній куртці та намисто скорпіона. Альбом потрапив на 180 сходинку в чарті Billboard 200. Також в 1991 році піратська версія збірки видавалась в СРСР

## Треклист

### Side one
1. "Steamrock Fever" - 3:35 (з альбому Taken by Force)
2. "Pictured Life" - 3:23 (з альбому Virgin Killer)
3. "Robot Man" - 2:42 (з альбому In Trance)
4. "Backstage Queen" - 3:12 (з альбому Virgin Killer)
5. "Speedy's Coming" - 3:35 (з альбому Fly to the Rainbow)
6. "Hell Cat" - 2:54 (з альбому Virgin Killer)

### Side two
1. "He's a Woman, She's a Man" - 3:14 (з альбому Taken by Force)
2. "In Trance" - 4:43 (з альбому In Trance)
3. "Dark Lady" - 3:25 (з альбому In Trance)
4. "The Sails of Charon" - 4:24 (з альбому Taken by Force)
5. "Virgin Killer" - 3:41 (з альбому Virgin Killer)

Японське видання цього альбому містить оригінальну версію «The Sails of Charon» тривалістю 5:16. Інші видання, включаючи німецьку та американську версії, містять відредаговану, коротшу версію тривалістю 4:24

## Чарти
| Year | Chart                         | Position |
| ---- | ----------------------------- | -------- |
| 1979 | Billboard 200 (North America) | 180      |

## Учасники запису
- Клаус Майне : вокал
- Рудольф Шенкер : ритм-гітара
- Улі Джон Рот — соло-гітара та вокал у «Dark Lady» і «Hell Cat»
- Френсіс Бухгольц : бас-гітара
- Герман Раребелл — ударні (треки 1,7,10)
- Руді Леннерс — ударні (треки 2,3,4,6,8,9,11)
- Юрген Розенталь — ударні (трек 5)